# Dualphone
Ein Dualphone oder auch Dual Phone ist ein Kombinationsgerät für die private Sprach- und Datenkommunikation zu Hause oder unterwegs über Festnetz, Mobilfunk oder Hotspot.
Zuhause erfolgt das Telefonieren per Funk-Verbindung (DECT, WLAN oder Bluetooth) über den Festnetz- oder DSL-Anschluss. Unterwegs wird das Dualphone zum Mobiltelefon und ist somit in das herkömmliche Mobilfunknetz (beispielsweise GSM oder UMTS) eingebunden. Der Dualphone-Nutzer hat nur eine Sprachbox und erhält nur eine Rechnung.
Bei der Verwendung der WLAN-Technologie kann der Benutzer auch im Einzugsbereich öffentlicher WLANs, so genannten Hotspots, telefonieren. Innerhalb solcher Netze erfolgt die Sprachverbindung per Voice-over-IP.
Dualphones sind der erste Schritt zur Konvergenz von Fest- und Mobilfunknetzen (Fixed Mobile Convergence). Weltweite Standards für Dualphones werden in der Fixed-Mobile Convergence Alliance erarbeitet.